# José Carneiro Felippe
José Carneiro Felippe (São João del-Rei, 6 de outubro de 1886 - 1951) foi um pesquisador, engenheiro, estatístico e cientista brasileiro, que registra contribuições ao desenvolvimento da ciência e da tecnologia no país, dentre elas o V Recenseamento brasileiro, a contribuição para a criação do Conselho Nacional de Pesquisa (CNPq) e uma série de estudos que ampliaram a atuação do então Instituto Oswaldo Cruz.

## Biografia
Filho de José Moreira Carneiro Felippe, natural de São Pedro da Agrella, bispado de Porto, Portugal, e de D. Virgínia Augusta da Trindade. Ingressou na Escola de Engenharia de Minas de Ouro Preto em 1908. Depois de formado retornou sua cidade natal, onde permaneceu de 1914 a 1919. Em 1916 casou-se com Jenny Isaacson, com quem teve 11 filhos. Foi diretor da Escola de Minas de Ouro Preto e Engenheiro-Chefe das obras de saneamento de São João del-Rei, depois Diretor do Laboratório de Análises Químicas e Microscópicas em Belo Horizonte. Em 1919 é convidado por Carlos Chagas para unir-se à equipe técnica do laboratório de Manguinhos.  De 1929 a 1933 é presidente da Sociedade Brasileira de Química. Em 1925, integrou o grupo de brasileiros que acompanhou Albert Einstein em sua visita. Em 1938, foi chamado pelo presidente Getúlio Vargas para auxiliar na tarefa de planejamento, programação e execução do V Recenseamento geral do país. Em 1948 inicia o planejamento para implantação do Conselho Nacional de Pesquisas (CNPq), junto com com Álvaro Alberto.

## Homenagens póstumas
No Rio de Janeiro, é homenageado com nome de uma rua, uma escola, da biblioteca do Centro Brasileiro de Pesquisas Físicas, de um auditório no CNEN. O Decreto nº 70.280, de 14 de março de 1972, instituiu a Medalha Carneiro Felippe, destinada a premiar brasileiros ilustres que pelo seu trabalho contribuíram para o desenvolvimento das aplicações pacíficas da energia nuclear no País.